# Família Cantacuzeno
A família Cantacuzeno (em grego: Καντακουζηνός; romaniz.: Kantakouzenós; pl. Kantakouzenoi; em latim: Cantacuzenus) foi uma das mais proeminentes famílias nobres do Império Bizantino durante os últimos séculos de sua existência. Era uma das mais ricas e deu ao império muitos governadores e generais proeminentes, além de dois imperadores. Os Cantacuzenos se casaram com muitas outras famílias nobres bizantinas e búlgaras como os Paleólogos, os Filantropenos, os Asen e os Tarcaniotas. 

## Etimologia
A origem do sobrenome da família, de acordo com Donald Nicol, "fica entre conjecturas românticas e filológicas". O príncipe Miguel Cantacuzino, um aristocrata do século XVIII que traçou sua ancestralidade com esta família bizantino, fornece exemplos de primeira espécie, tais como que a família começou com um certo "Lucie Cusin" que casou-se com uma "Serafina Catina", que uniram seus nomes familiares gerando "Ca(n)tacuzino". Nicol, entretanto, prefere uma segunda explicação, e reafirma a teoria de Constantino Amantos de que Cantacuzeno deriva de katà-kouzenan (κατὰ-κουζηνᾶν) ou katà-kouzenón (κατὰ-κουζηνόν), ou em última análise, a partir da localização Cuzenas, um nome para a parte sul do Monte Sípilo, próximo de Esmirna. Nicol lista algumas conexões que Cantacuzeno teve com o local nos séculos XI e XIII.

## História

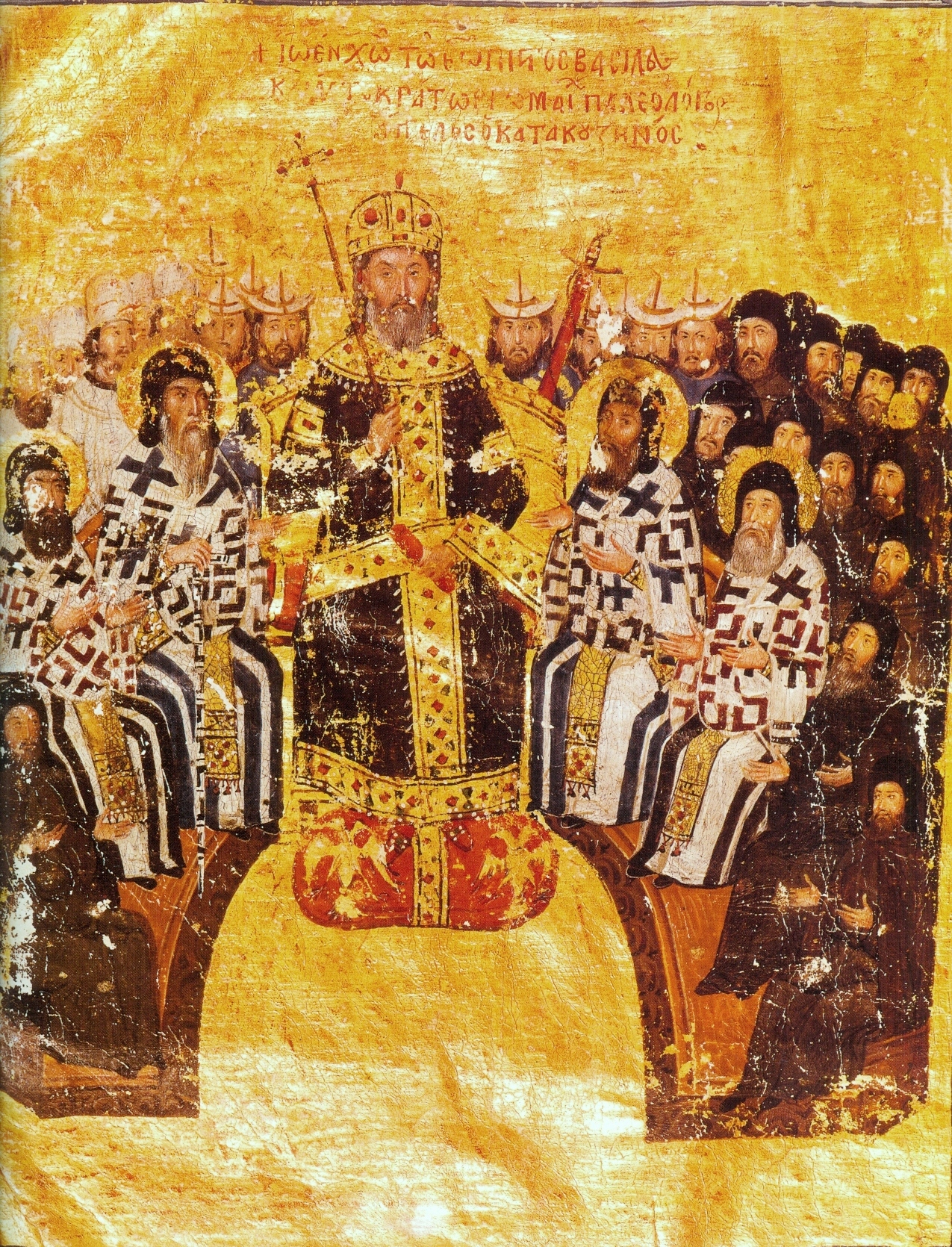
r..

Provavelmente eram originários de Cuzenas, onde suas propriedades se situavam. Os Cantacuzenos aparecem pela primeira vez no reinado de Aleixo I Comneno (r. 1081–1118), quando um membro da família fez campanha contra os cumanos. No período Comneno, membros da família são atestados como oficiais militares: o sebasto João Cantacuzeno foi morto na batalha de Miriocéfalo, enquanto seu provável neto, o césar João Cantacuzeno, casou-se com Irene Angelina, a irmão de Isaac II Ângelo (r. 1185–1195). Pelo tempo da Quarta Cruzada, os Cantacuzenos estavam entre os maiores proprietários de terra do império. Em meados do século XIV, as terras pertencentes aos Cantacuzenos se estendiam-se do entorno da cidade de Serres para a totalidade da Tessália e Constantinopla.
Eles permaneceram proeminentes no período Paleólogo. Miguel Cantacuzeno foi nomeado governador da Moreia em 1308 e seu filho, João VI Cantacuzeno, ascendeu para grande doméstico, regente, e posteriormente imperador (1347–1354) antes de renunciar e se aposentar num mosteiro após uma fracassada guerra civil. O filho mais velho de João VI, Mateus, também reinou como seu coimperador e como um pretendente (1353–1357) antes de ser capturado e forçado a renunciar. O filho mais novo de João VI, Manuel Cantacuzeno, permaneceu déspota Moreia de 1349 até 1380. Das filhas de João VI, Helena Cantacuzena casou-se com o rival de João VI e Mateus, João V Paleólogo (r. 1341–1391), Maria casou-se com Nicéforo II Orsini do Epiro, e Teodora casou-se com o bei otomano Orcano I (r. 1281–1359).
Os dois filhos de Mateus, João e Demétrio reinaram brevemente na Moreia. Acredita-se geralmente que João, sobre quem relativamente pouco se sabe dos documentos sobreviventes, morreu na infância, e que os numerosos Cantacuzenos da geração seguinte, bem como o historiador Teodoro Espandunes e a esposa do genealogista Hugues Busac, descendem de Mateus através de Demétrio. A possível descendência de Demétrio (cuja descendência é incerta) teve Jorge, dito "Sachatai", Andrônico, o último grande doméstico do Império Bizantino, Irene, que se casou com Jorge I Brankovic, Tomás, que serviu na corte de Brankovic, Helena, que se tornou a segunda esposa de David, o imperador de Trebizonda, e finalmente uma última filha, cujo nome não sabemos, e que pode ter sido rainha na Geórgia.